# Пэджет, Генри, 7-й маркиз Англси
Джордж Чарльз Генри Виктор Пэджет, 7-й маркиз Англси (англ. George Charles Henry Victor Paget, 7th Marquess of Anglesey; 8 октября 1922 — 13 июля 2013) — британский пэр и военный историк, титулованный граф Аксбридж с 1922 по 1947 год.

## Биография
Родился 8 октября 1922 года. Единственный сын Чарльза Пэджета, 6-го маркиза Англси (1885—1947), и леди Виктории Марджори Гарриет Мэннерс (1883—1946), старшей дочери Генри Джона Бринсли Мэннерса, 8-го герцога Ратленда. Его крестными родителями были король Георг V и Мария Текская. Он был братом леди Роуз Макларен и племянником леди Дианы Купер.
Вместе со своей женой он присутствовал на коронации королевы Елизаветы II в 1953 году. На момент его смерти в 2013 году считалось, что они были единственной живой супружеской парой, кроме Елизаветы II и принца Филиппа, которые присутствовали на коронации.

## Образование
Он получил образование в Виксенфордской школе и Итонском колледже.

## Служба
Он получил звание майора на службе в Королевской конной гвардии и участвовал во Второй мировой войне. Он носил титул графа Аксбриджа в качестве титула учтивости, пока в 1947 году не унаследовал титул 7-го маркиза Англси.
Он занимал должность заместителя лейтенанта Англси в 1960 году, вице-лейтенанта Англси с 1960 по 1983 год и лорда-лейтенанта Гвинеда с 1983 по 1989 год.
Лорд Англси написал книги «Письма Капеля 1814—1817» (1955), состоящие из отредактированной переписки между сестрой первого маркиза в Англии и его племянницами; Одна нога: жизнь и письма 1-го маркиза Англси (1961), биография его предка; Мемуары сержанта Пирмана (1968); и «История британской кавалерии 1816—1919», тома I—VIII, которая начала выходить в 1973 году и была описана как «окончательная история» этого рода армии.
Он был вице-президентом Общества исторических исследований армии и членом Совета Национального музея армии. Он был достопочтенным. Президент Общества исследования Крымской войны. В 1984 году Уэльский университет наградил его почетным званием доктора литературы, а в 1996 году Королевский институт оборонных исследований наградил его золотой медалью Чесни за вклад в военную историю. Он возглавлял Совет по историческим зданиям Уэльса (1977—1992) и был президентом-основателем организации «Друзья церквей без друзей» (1966—1984). Он был заместителем председателя Национального фонда (1975—1985) и президентом Национального музея Уэльса (1962—1968). Он был членом Королевской комиссии по изобразительному искусству (1965—1971) и попечителем Национальной портретной галереи (1979—1991) и Мемориального фонда национального наследия (1980—1992).

## Стиль и титул
Майор Достопочтенный Джордж Чарльз Генри Виктор Пэджет, 7-й маркиз Англси, 8-й граф Аксбридж, 16-й барон Пэджет, 10-й барон Бертон.

## Семья
16 октября 1948 года лорд Англси женился на Элизабет Ширли Воган Морган (1924 — 21 января 2017), дочери Чарльза Лэнгбриджа Моргана и Хильды Воган. У супругов родилось пятеро детей:
- Леди Генриетта Шарлотта Эйлунд Пэджет (род. 31 июля 1949), муж с 1980 года Тимоти Мегарри, двое детей
- Чарльз Александр Воан Пэджет, 8-й маркиз Англси (род. 13 ноября 1950), старший сын и преемник отца
- Леди Элизабет София Рианнон Пэджет (род. 14 мая 1954), муж с 1983 года Роберт Кейр, двое детей
- Лорд Руперт Эдвард Ллевеллин Пэджет (род. 21 июля 1957), женат с 1982 года на Луизе Виктории Янгман, от брака с которой у него двое детей
- Леди Амелия Майфанви Полли Пэджет (род. 12 сентября 1963), муж с 1984 года Эндрю Майкл Синглтон, трое детей.

Он передал свой дом в Англси, Плас-Ньюидд, Национальному фонду в 1976 году, хотя он и его жена продолжали жить в люксе на верхнем этаже со 169 акрами окружающего поместья. Дом открыт для публики с 1 июля того же года.
Лорд Англси скончался в возрасте 90 лет 13 июля 2013 года. Его похороны были организованы как частная семейная кремация, за которой последовала частная панихида в церкви Святого Эдвена в Лланедвене. 14 июня 2014 года в кафедральном соборе Бангора состоялась публичная панихида по нему.